# Anita Wold Jensen
Anita Marie Wold, numera Anita Marie Wold Jensen, född 21 september 1956 i Trondheim, är en norsk tidigare backhoppare som representerade Byåsen IL i Trondheim. Hon var aktiv under 1970-talet, som en av få kvinnliga backhoppare på den tiden. Anita Wold blev Norges bästa juniorhoppare och satte flera inofficiella världsrekord för damer. Hon var testhoppare vid tysk-österrikiska backhopparveckan 1975/1976 , och erbjöds även hoppa i som testhoppare i hoppbacken i Vikersund 1976.
Inofficiella världsrekord:
- 73 meter, 22 mars 1973, Kløvsteinbakken i Meldal[6]
- 82,5 meter, 3 februari 1974, Kløvsteinbakken i Meldal[6]
- 94 meter, 1974, MS 1970 i Štrbské Pleso, Tjeckoslovakien[2]
- 97,5 meter, 14 januari 1975, Ōkurayama-backen i Sapporo, Japan[2][7]